# 坦布爾-內比爾耶縣
5°55′30″S 144°00′40″E / 5.925°S 144.011°E
坦布爾-內比爾耶縣（英語：Tambul-Nebilyer District），是巴布亞新畿內亞的縣份之一，位於新畿內亞島東部，由西高地省負責管轄，首府設於坦布爾，面積1,824平方公里，2011年人口75,499，人口密度每平方公里41人。